# Danske Statsbaner
Государственные железные дороги Дании (дат. Danske Statsbaner — DSB) — датская компания, железнодорожный перевозчик — оператор пассажирских поездов. Принадлежит государству. Является крупнейшей датской железнодорожной компанией-оператором и крупнейшей в Скандинавии. DSB отвечает за эксплуатацию пассажирских поездов на большинстве датских железных дорог. DSB управляет пригородной железнодорожной системой, называемой S-train, в окрестностях датской столицы Копенгаген, которая соединяет различные районы и пригороды в столичном регионе.